# レネットとミラベル/四つの冒険
『レネットとミラベル/四つの冒険』（レネットとミラベル よっつのぼうけん、フランス語：Quatre aventures de Reinette et Mirabelle）は、1986年製作（公開は1987年）のフランス映画。監督はエリック・ロメール。16mmフィルムで撮影されている。

## 概要
「青い時間」「カフェのボーイ」「物乞い　窃盗常習犯　女詐欺師」「絵の売買」の4話から構成されるオムニバス作品である。
主演はジョエル・ミケル（レネット）、ジェシカ・フォード（ミラベル）で、「喜劇と格言劇」シリーズの最後の映画「友だちの恋人」の撮影合間に撮られた。